# Bit, byte, gebissen

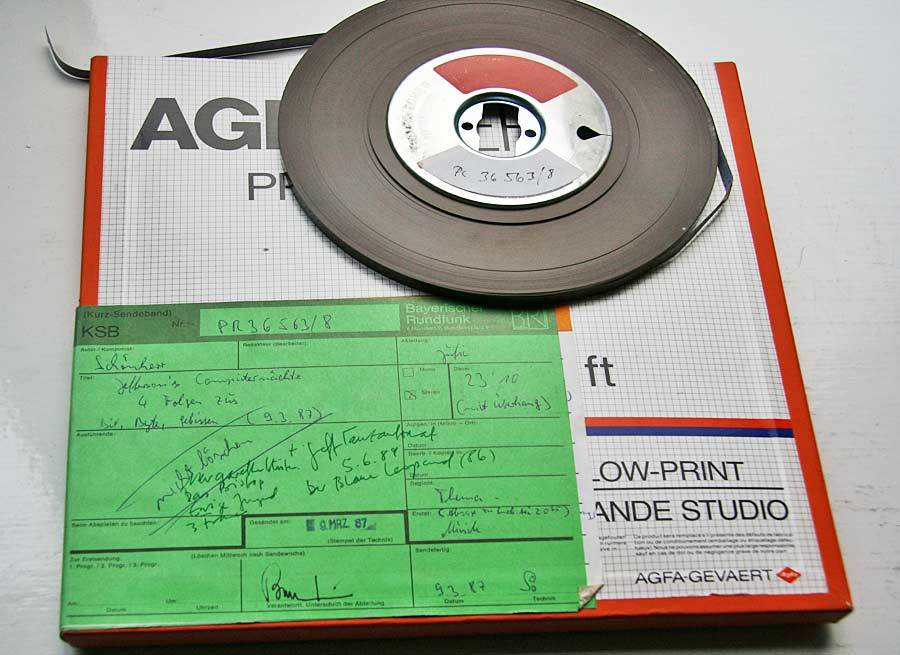
Sendeband „Bit, byte, gebissen“ vom 9. März 1987

Bit, byte, gebissen – das Computermagazin im Zündfunk war eine langjährige Sendereihe über Computertechnik und -kultur im Zündfunk des Bayerischen Rundfunks (BR). Sie ging am 7. Oktober 1985 um 18 Uhr auf Bayern 2 an den Start und war damit die erste Computersendung im deutschsprachigen Hörfunk, noch vor Chippie, dem hr2-Computermagazin. 1994 wurde Bit, byte, gebissen in Fatal Digital umbenannt. Ende Dezember 1999 stellte der BR die Sendereihe ein.

## Geschichte

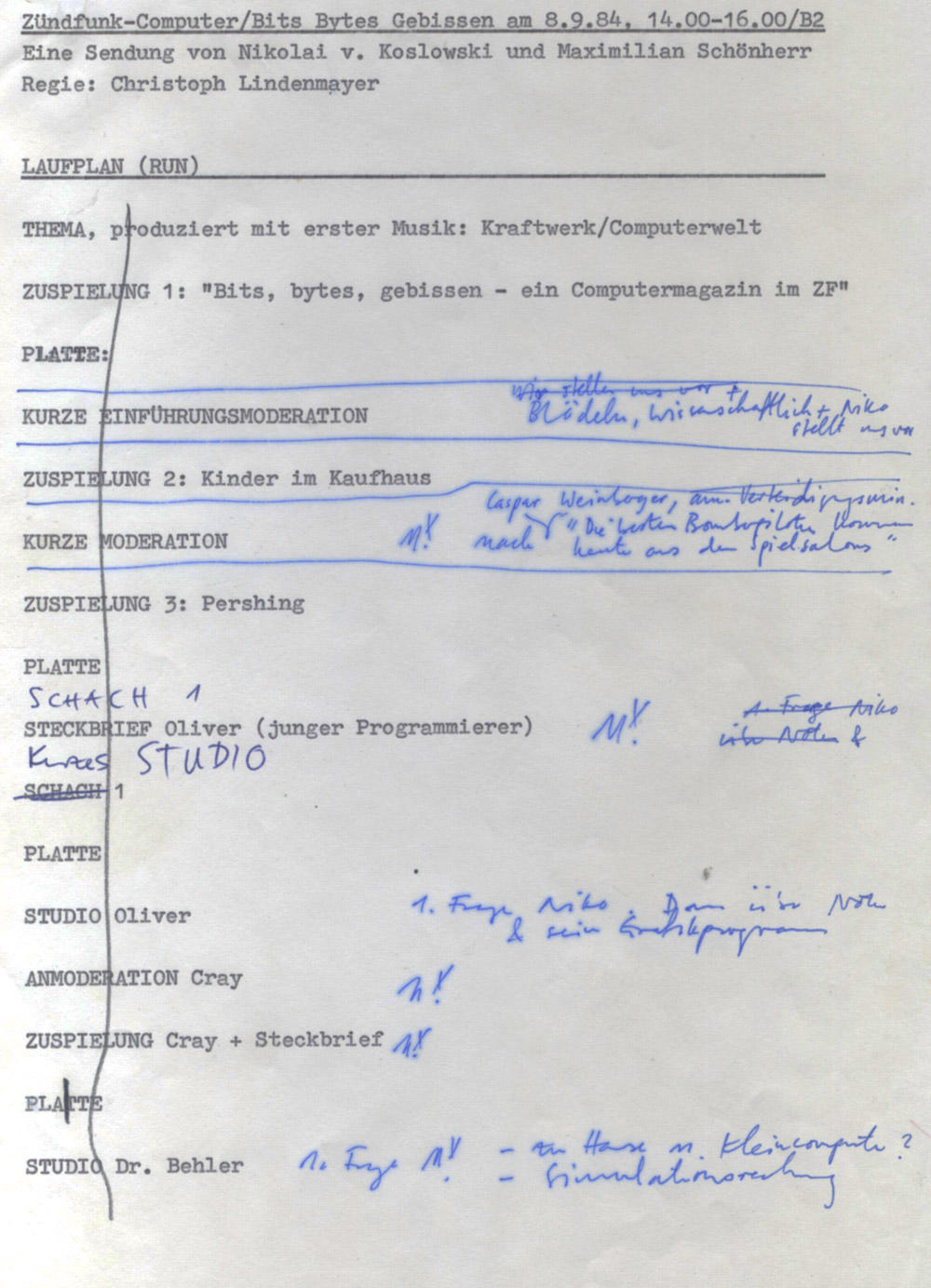
Sendeablaufplan der Vorläufersendung vom 8. September 1984

Bit, byte, gebissen geht auf eine Idee des Journalisten Maximilian Schönherr und des damaligen Leiters der Redaktion „Jugendfunk“ im BR, Christoph Lindenmeyer, zurück. Der Arbeitstitel hieß: Zündfunk Terminal – Computer greifen an. Den finalen Titel erfand 1984 der Feature-Regisseur Nikolai von Koslowski. Am 8. September 1984 lief der zweistündige Prototyp für die spätere Serie. Unter anderem komponierte da Chris Hülsbeck live ein vierstimmiges Stück am C64-Heimcomputer. Auslöser für das Computermagazin war der Boom von Spiele- und später Heimcomputern bei Jugendlichen Anfang der 1980er-Jahre. Die Reihe startete 1985 als wöchentliche Kurzbeitrags-Ecke und wurde aufgrund großer Resonanz am 7. Oktober 1985 zum Halbstundenformat. Es war die erste ARD-Hörfunksendung dieser Art. Schönherr war Redakteur und Moderator bis zum September 1993. Dann übernahm Oliver Buschek die Reihe.

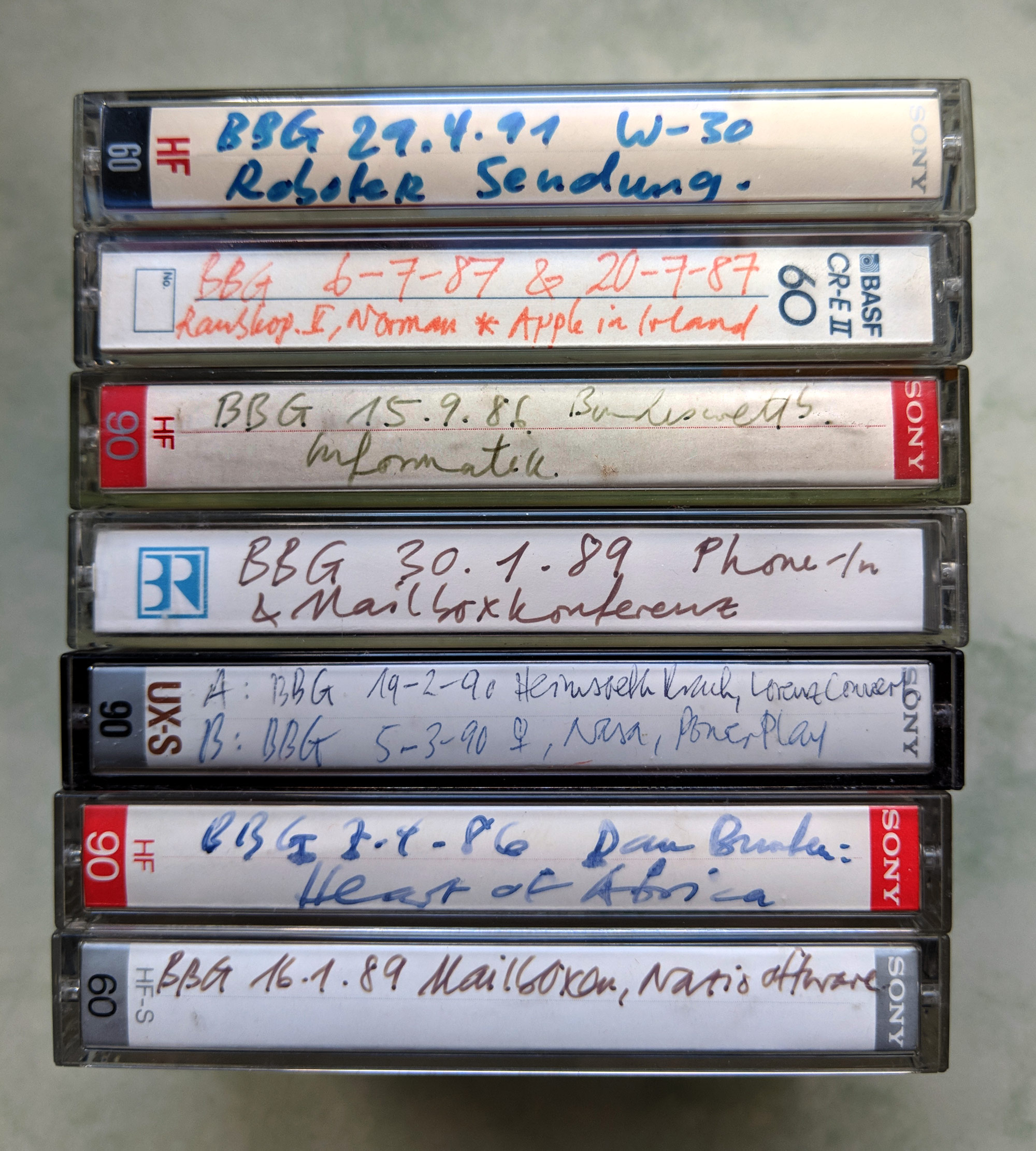
Mitschnitte mehrerer Sendungen auf Cassette

Bit, byte, gebissen grenzte sich konzeptionell stark vom damals noch verbreiteten Schulfunk ab. Es verstand sich nicht als „Erklärmagazin“ für Computer-Unwissende und auch nicht als Bastelstube für Freunde des Lötkolbens, sondern vielmehr als Wegweiser durch eine neu entstandene Subkultur. Die knapp 400 Folgen umfassende Reihe erfüllte eine Art Chronistenpflicht, bei der sich einige Themen über die Jahre als Leitmotive herauskristallisierten: Hacken und Schwarzkopieren, Datenschutz, Computerspiele, Programmieren, Supercomputer und Vernetzung durch E-Mail und Chat. Zusammenfassende Schwerpunkssendungen fanden am Feature-Sendeplatz der Zündfunks statt und nannten sich Computer-Happening.

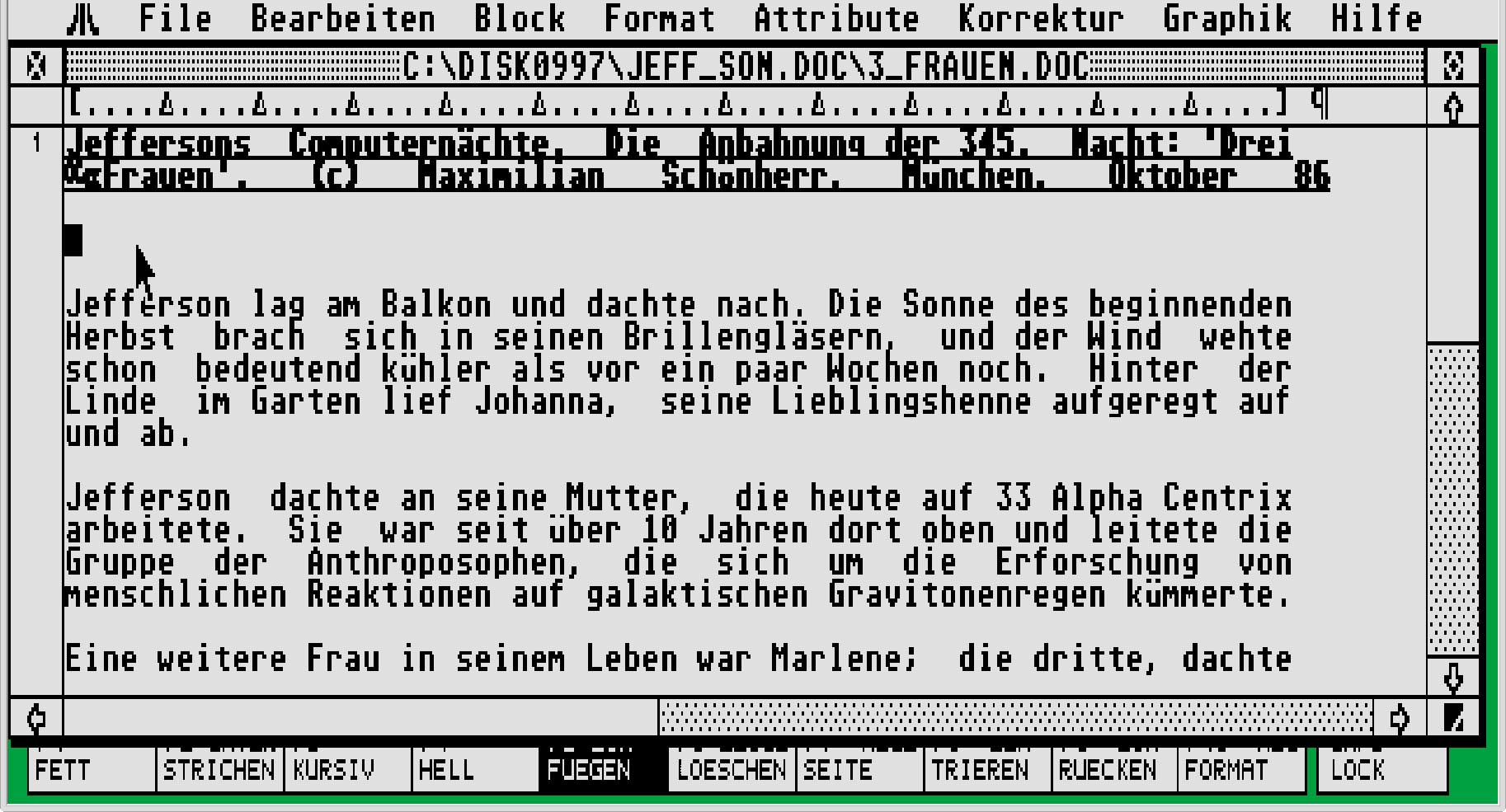
Jeffersons Computernächte, Manuskriptanfang 1986. Atari ST Screenshot

Regelmäßige Gäste waren Mitglieder des Chaos Computer Clubs und seines süddeutschen Pendants, der Gruppe um die Bayrische Hackerpost, des FIfF, Datenschutzbeauftragte, Programmierer und Jugendliche, die live im Studio via Modem mit den damals nur wenigen „Vernetzten“ chatteten. Als unregelmäßiges Element lief die Kurzgeschichtenreihe „Jeffersons Computernächte“, bei der ein stets übernächtigter Programmierer mit einer Frau zusammenlebt, die auch während ihres Schlafs über die digitalen Eskapaden ihres Lovers wacht.